# 応用地質学
応用地質学（英語: applied geology）は、地質学の立場から社会的な問題に対して研究を行う応用科学のことである。社会の情勢から求められる事柄によって、研究される分野が変化しうる。
小出 (1954)は「応用地質学の一番大切な課題は，地表面がつねにくりかえしている変化を，人間生活との関連においてとらえること」とした:29。これについて高橋 (2006)は1950年代は鉱床学や土木地質学が応用地質学とほぼ同義であったことに対して、このような枠を超えようとした小出博の試みであると評価している:437。

## 分野
ここでは主な応用地質学の分野を示す。

### 鉱床学
鉱床学（英: economic geology）は資源工学の分野でもあるが、応用地質学についても含まれうる。

### 土木地質学
土木地質学（英: engineering geology）は、地下資源などの活用を除いた土地利用のための応用地質学分野の一つであり、地質学の立場から土木工学に対して貢献を行うものである。土木地質図の作成などを通して支援を行う。

### 岩盤力学
岩盤力学（英: rock mechanics）は断層や褶曲などの地質構造に対して、主に材料学や力学的アプローチをもって研究する学問のことであり、地質工学と関連が深い。近しい分野に「岩石工学」が存在し、これは岩石の変形等の研究分野を含む。